# Ottenshammer
Koordinaten: 51° 29′ 45″ N, 8° 57′ 40″ O
Ottenshammer ist eine Gehöftgruppe in der Gemarkung von Orpethal, einem Ortsteil der Gemeinde Diemelstadt im nordhessischen Landkreis Waldeck-Frankenberg. Die Gemeinde Orpethal entstand am 8. September 1853, als sie auf Anordnung des Fürsten Georg Viktor von Waldeck und Pyrmont durch die Zusammenlegung des Guts Billinghausen (einschließlich des Billinghäuser Zollhauses) mit Biggenhammer, Ottenshammer, Pickhardshammer, Rhoderhammer und der Orper Sägemühle gebildet wurde.
Die Häusergruppe Ottenshammer liegt, unmittelbar nördlich an die Ortslage von Orpethal anschließend, auf 214 m Höhe an der Orpe. Nachdem der dort ursprünglich gelegene Eisenhammer, der Eisenerz aus Adorf bearbeitet hatte, spätestens 1780 seinen Betrieb einstellte, siedelten sich um diesen und auch um den unweit südlich benachbarten und 1850 ebenfalls stillgelegten Pickhardshammer weitere Familien an, so dass die beiden Weiler im Laufe des 20. Jahrhunderts zu einer Ortschaft zusammenwuchsen. Im Jahre 1895 hatte Ottenshammer 23 Einwohner in vier Wohnhäusern.